# Horta (archipel)
Pour les articles homonymes, voir Horta.
Horta est un groupe d'îles  de la commune de Leka , en mer de Norvège dans le comté de Trøndelag en Norvège.

## Description
L'archipel de Horta situé à environ 12 kilomètres au nord-ouest de l'île de Leka. Il se compose d'environ 300 îles, îlots et récifs. Plus au large, à l'ouest, se trouve l'archipel de Sklinna avec une grande population de macareux et de cormorans (réserve naturelle de Sklinna).
Il n'y a pas eu de résidents permanents depuis 1967. Certaines constructions subsistent sur quelques îles.

### Réserve naturelle
La réserve naturelle de Horta a été créée en 2003 en même temps que la zone de protection des animaux de Horta . La réserve naturelle et la zone de conservation des oiseaux de Horta sont également inscrites sur la liste des zones humides d'importance internationale comme site Ramsar  depuis 2013.
Horta est une zone de nidification importante pour le goéland brun, le cormoran huppé, le grand cormoran, le guillemot à miroir et le plongeon catmarin.